# پیترو بوسکاجلیا
پیترو بوسکاجلیا (به ایتالیایی: Pietro Buscaglia) بازیکن فوتبال و اهل ایتالیا است 

## تیم ملی
از سال ۱۹۳۷ میلادی عضو تیم ملی فوتبال ایتالیا بوده و در ۱ بازی ملی حضور داشته‌است. او در بازی‌های ملی‌اش گلی به ثمر نرساند.
از سال ۱۹۳۷ میلادی عضو تیم ملی فوتبال ایتالیا بوده و در ۱ بازی ملی حضور داشته‌است. او در بازی‌های ملی‌اش گلی به ثمر نرساند.
پیترو بوسکاجلیا آخرین بازی ملی خود را در سال ۱۹۳۷ میلادی انجام داد.